# Легран, Никола
Никола́ (Николай Николаевич) Легра́н (1738/41—1798) — французский архитектор, работавший в Москве в 1773—1798 годах, академик Императорской Академии художеств. Автор зданий Нового Кригскомиссариата в Замоскворечье и храма Успения на Могильцах.

## Биография

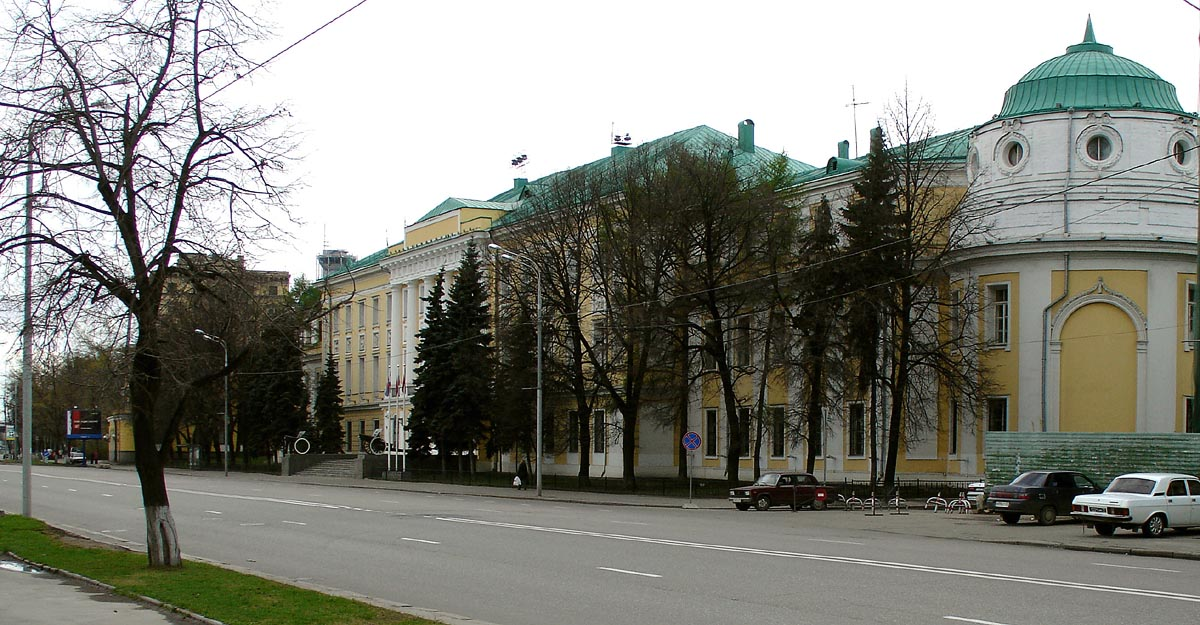
Здание Нового Кригскомиссариата

C 1773 — преподаватель архитектуры в Московском университете и в Архитектурной школе при Каменном приказе в Сверчкове переулке. C 1774 — архитектор при Отделении Комиссии о каменном строении Санкт-Петербурга и Москвы для сочинения плана реконструкции Москвы. Считается фактическим составителем т. н. прожектированного плана 1775 , координировавшим работу многих московских архитекторов. Генплан Леграна включал строительство Водоотводного канала по старице русла реки Москвы (реализовано частично в 1780-е гг.) и кольцевой магистрали по трассе нынешнего Бульварного кольца (частично реализовано при жизни архитектора). С 1791 г. архитектор Архитектурной Экспедиции Московской Управы благочиния. Сохранившиеся постройки Леграна — редкие примеры раннего московского классицизма, уцелевшие при пожаре 1812 года.
В 1778 г. Н.Легран выполнил обмеры и проект реконструкции Саввино-Сторожевского монастыря с корпусом Новой Духовной семинарии.
Был произведён в академики Императорской Академии художеств (1779) по свидетельствам архитекторов В. И. Баженова и К. И. Бланка.

### Постройки Леграна
- 1775 — дом Н. И. Новикова в составе усадьбы И. С. Гендрикова, впоследствии Спасские казармы, Садовая-Спасская улица 1/2, корп.5. Проект, вероятно, выполнен В. И. Баженовым
- 1776—1782 — Новый Кригскомиссариат (Космодамианская набережная, 26/55 — Садовническая улица, 55/26)[7]
- 1791, завершен после смерти архитектора в 1806 — Храм Успения Пресвятой Богородицы на Могильцах, Большой Власьевский переулок, 2/2. Редкий образец композиции православного храма с двумя колокольнями, фланкирующими входной портал (подобно католическим соборам)
- Некоторые авторы (в том числе Е. М. Ивановская в энциклопедии «Москва») приписывают Леграну проект Святодуховского храма на б. Лазаревском кладбище, также имеющего две колокольни.